# Avenue Montaigne
L'avenue Montaigne è una strada nell'VIII arrondissement di Parigi in Francia.

## Etimologia
Originariamente era chiamata allée des Veuves (viale delle vedove) perché le donne in lutto vi si riunivano, ma la strada è cambiata molto da quei giorni dell'inizio del XVIII secolo. Il nome attuale deriva dallo scrittore del Rinascimento francese Michel de Montaigne. Nel XIX secolo, la strada ha guadagnato una certa fama per i suoi scintillanti e colorati Bal Mabille (Giardini Mabille) il sabato sera.

## Storia

### Parigi 1855
Il padiglione per la mostra d'arte dell'Esposizione Universale (1855) si trovava in avenue Montaigne.

### Parigi 1913
Nel 1913, avenue Montaigne ottenne sia il Theatre des Champs Elysees che l'hotel Plazza Athenee che ne determinarono la fama.

## Moda
Avenue Montaigne vanta numerosi negozi specializzati in alta moda, come Louis Vuitton, Dior, Chanel, Fendi, Valentino e Ralph Lauren, oltre a gioiellerie come Bulgari e altre strutture di lusso come l'hotel Plaza Athénée.
Negli anni '80, l'avenue Montaigne era considerata la grand dame delle strade francesi per l'alta moda e gli accessori, ed è ora considerata più importante di rue du Faubourg Saint Honoré. Diversi stilisti affermati di abbigliamento si sono stabiliti qui, in particolare il gruppo LVMH (Moët Hennessey Louis Vuitton). LVMH ha portato investimenti e attenzione internazionale sulla strada, con la sua scuderia di designer e aziende migliori, come Céline, Louis Vuitton, Inès de la Fressange e l'ex Christian Lacroix, e possiede un portafoglio sostanziale di immobili nella strada.
Nel 2009, il Comité Montaigne presieduto da Jean-Claude Cathalan ha lanciato un sito web con una mappa interattiva.

## Altro
- L'ambasciata canadese era precedentemente situata in 35 avenue Montaigne.
- L'attrice Marlene Dietrich ha mantenuto per molti anni un appartamento al 12 avenue Montaigne, dove morì nel 1992.
- Negli ultimi anni, Soraya Esfandiary Bakhtiari ha vissuto al 46 di avenue Montaigne.
- Al numero 15 di avenue Montaigne si trova il Théâtre des Champs-Élysées.